# Te quise olvidar
"Te quise olvidar" é uma canção originalmente interpretada e coescrita pelo cantor e apresentador venezuelano Carlos Baute, lançada em 1999, em seu terceiro álbum de estúdio intitulado Yo nací para quererte. A faixa aparece em duas versões no álbum, "versión balada" e "versión sangueo". A letra da canção aborda "a obsessão por um amor perdido e a tentativa inútil de esquecer ao encontrar alguém novo".
No ano 2000, a boy band porto-riquenha MDO fez uma versão cover da faixa e a incluiu em seu álbum Subir al cielo, lançando-a como primeiro single do trabalho em 18 de outubro daquele ano. Pra promovê-lo, foi feito um videoclipe que foi codirigido por Pablo Croce e Tony Van Den-ende e filmado em um deserto na Venezuela. Na ocasião das filmagens. vários membros da equipe sofreram queimaduras nos pés.
A música do MDO foi o tema principal das telenovelas Muñeca brava e Alma rebelde. Uma versão norteña e outra em inglês também foram gravadas pelo grupo, sendo esta última intitulada "So Hard to Forget". Além disso, uma versão em ritmo de salsa foi posteriormente gravada e incluída na coletânea 2002 Ultimate Mega Hits (2002).
Comercialmente, tornou-se um dos maiores sucessos do MDO nas paradas musicais da revista Billboard, dedicadas à música latina. Na parada Hot Latin Tracks atingiu a primeira posição por três semanas consecutivas. Por conseguinte, na lista de final de ano que trazia as canções mais executadas em diversas paradas musicais da revista em 2001, a canção apareceu na posição de número três na lista da Hot Latin Tracks, e número 15 na tabela da Hot Tropical/Salsa Airplay.
Outras versões de "Te quise olvidar" incluem adaptações em ritmo de salsa de Japhet Albert e Moa Rivera, que alcançaram as posições 31 e 21, respectivamente, no Billboard Tropical Airplay charts, além de versões regionais mexicanas de El Bebeto e Siggno, que alcançaram os números 14 e 43 no México, respectivamente.

## Lista de faixas
- Créditos adaptados do CD single (promo) Te quise olvidar, de 2000.[15]

| N.º | Título                               | Compositor(es)               | Duração |  |
| 1.  | "Te quise olvidar (Versión Álbum)"   | Carlos Baute, Yasmil Marrufo | 4:20    |  |
| 2.  | "Te quise olvidar (Versión Remix)"   | C. Baute, Y. Marrufo         | 4:19    |  |
| 3.  | "Te quise olvidar (Versión Grupera)" | C. Baute, Y. Marrufo         | 4:35    |  |
| 4.  | "Te quise olvidar (Versión Norteña)" | C. Baute, Y. Marrufo         | 3:37    |  |

## Tabelas
| Tabela musical (2001)                        | Melhor posição |
| -------------------------------------------- | -------------- |
| Estados Unidos (Billboard Hot Latin Songs)   | 1              |
| Estados Unidos (Billboard Latin Pop Airplay) | 1              |
| Estados Unidos (Billboard Tropical Airplay)  | 1              |

| Parada musical (2000)                        | Posição |
| -------------------------------------------- | ------- |
| Estados Unidos (Billboard Hot Latin Songs)   | 3       |
| Estados Unidos (Billboard Latin Pop Airplay) | 5       |
| Estados Unidos (Billboard Tropical Airplay)  | 15      |